# Ernst und Falk
Ernst und Falk. Gespräche für Freimaurer (1778) ist ein Werk von Gotthold Ephraim Lessing. Das Werk besteht aus fünf Gesprächen zwischen den fiktiven Freunden Ernst und Falk über das Wesen der Freimaurerei, wobei es nicht um die Logenarbeit geht, sondern um die eigentlichen Prinzipien einer idealen Freimaurerei. Zugleich ist es eine am Aufklärungsdiskurs orientierte öffentliche Auseinandersetzung mit der Strikten Observanz und anderen Systemen der Hochgrad-Maurerei.

## Entstehung und Veröffentlichung
Die Entstehungsgeschichte von Ernst und Falk umfasst einen Zeitraum von elf Jahren zwischen 1767 und 1778. Entstehungskontext ist Lessings Bewerbung und Aufnahme in die 1770 in Hamburg gegründete Freimaurerloge „Zu den drei Rosen“, die mit einer intensiven Auseinandersetzung über Statuten und Programm der Freimaurerei einherging. Zugleich werden in Ernst und Falk Standpunkte weiterentwickelt, die Lessing bereits im Fragmentenstreit dargelegt hatte.
Es wird angenommen, dass Lessing in den Jahren 1774 und 1775 die Arbeit am Manuskript von Ernst und Falk intensiviert hat, wobei er sich zunächst mit der Etymologie des Wortes Freimaurerei beschäftigte. In den Jahren 1775 und 1776 erweiterte er den Text vor allem um historische Aspekt der Freimaurerei. Das Manuskript Ernst und Falk. Gespräche für Freimaurer lag Ende 1777 fertig vor. Lessing sandte es zusammen mit einem Begleitschreiben Ende Juli 1778 an seinen Landesherren und Förderer Herzog Ferdinand von Braunschweig. Dessen wohlwollende Aufnahme führte im Weiteren zu einer Abschrift der Gespräche.
Was Lessing zur Veröffentlichung veranlasst hat, ist nicht bekannt. Die Erstausgabe erschien anonym 1778 in Göttingen bei Johann Christian Dieterich und umfasste nur die ersten drei Gespräche. In einem Brief vom 19. Oktober 1778 an Herzog Ferdinand entschuldigte sich Lessing, ihm die Schrift öffentlich gewidmet zu haben, ohne um dessen vorherige Erlaubnis zu bitten. Im Spätherbst 1780 erschien ohne Lessings Wissen „die einzige reine Abschrift“ des vierten und fünften Gesprächs in Frankfurt am Main im Druck.

### Christian Friedrich Voß
Die Entstehungsgeschichte von Lessings Ernst und Falk. Gespräche für Freimaurer ist mit Lessings Verhältnis zum Freimaurerbund verbunden. Durch seinen Verleger Christian Friedrich Voß kam Lessing zum ersten Mal in Berührung mit dem Freimaurertum, woraufhin er selbst den Entschluss fasste, Freimaurer zu werden.

### Johann Joachim Christoph Bode
Von der Bekanntschaft mit Johann Joachim Christoph Bode, der auch als Freimaurer tätig war, erhoffte sich Lessing, näher an die Quelle der „freimaurerischen Ideen“ zu gelangen. Durch ihn bekam er verschiedene freimaurerische Schriften zu lesen. Jedoch scheiterte 1767 Lessings Bemühen, sich durch Bode in eine Freimaurerloge aufnehmen zu lassen. Laut Bodes Bericht, den er sieben Jahre nach Lessings Tod veröffentlichte, entstand bereits 1767 ein erster gedanklicher Entwurf über das „Geheimnis der Freimaurerei“, den Lessing nach seinem Dienstantritt als Bibliothekar des Herzogs Karl I. von Braunschweig, (Anfang 1771) zu Papier brachte. In der Bibliothek des Herzogs fand er umfangreiche Literatur zur Freimaurerei.
Lessings etymologische Erörterung des Begriffs „Freimaurer-Gesellschaft“ in den Skizzen von 1771 lässt vermuten, dass er ein 1768 in London erschienenes Pamphlet entweder im englischen Original oder in der deutschen Übersetzung bereits kannte. Ende August 1771 unternahm Lessing eine Reise nach Hamburg, auf der er den Eintritt in eine Freimaurerloge beschloss.

### Georg Johann Freiherr von Rosenberg
Die für Lessing relevante Loge wurde von Johann Georg Rosenberg im Januar 1770 in Hamburg gegründet und trug den Namen Zu den drei [goldenen] Rosen, die damals sehr hohe Logenbeiträge und hohe Beitrittsvergütung verlangte, durch die der Gründer der Loge seinen Lebensunterhalt finanzierte. Ende 1770 trat Rosenberg der von Johann Wilhelm Kellner von Zinnendorf im gleichen Jahr gegründeten Großen Landesloge der Freimaurer von Deutschland bei. Im September 1771 erfuhr Rosenberg von Lessings Manuskript und schrieb in einem Brief vom 7. September an seinen Landesgroßmeister Zinnendorf nach Berlin, dass es gut wäre, „unseren berühmten Lessing im Orden zu haben“. Als Lessings Antrag, von Bode in die Loge aufgenommen zu werden, erneut abgelehnt wurde, reiste er am 17. September mit dem Ehepaar Knorre nach Berlin. Das legt die Vermutung nahe, dass der Münzmeister Otto Heinrich Knorre Lessing dazu überredet hat, in Rosenbergs Hamburger Loge einzutreten.
Am 14. Oktober 1771 wurde Lessing in Anwesenheit von Zinnendorf und Knorre in Rosenbergs Wohnung in die Loge aufgenommen und im Anschluss auch gleich zum Gesellen und Meister promoviert, was nach den Statuten eigentlich unzulässig war. Zudem war die Loge an dem Abend nicht gesetzlich vertreten, da weder die Aufseher, noch die restlichen Beamten vor Ort waren. Am darauffolgenden Tag erhielt Lessing einen „Logenpass“, in dem seine Mitgliedschaft und Promotion bestätigt wurden. Rosenberg berichtete seinem Landesgroßmeister Zinnendorf über die erfolgreiche Aufnahme Lessings und kündigte an, dass Lessing ihm sofort nach seiner Rückkehr nach Braunschweig seinen Aufsatz über die Freimaurerei zuschicken werde. Zinnendorf sandte in einem Brief vom 19. Oktober 1771 an Lessing eine „Mahnung zur Klugheit und eine Warnung zur Vorsicht vor einer Veröffentlichung leicht missverstandener Ansichten.“
An der Logenarbeit hat Lessing aber nie teilgenommen.

### Johann Karl Brönner
Bei der Frage, warum die restlichen zwei Gespräche gedruckt wurden, wird angenommen, dass Lessing zunächst intensiver an dem restlichen Text gearbeitet hat. Einige Freunde bekamen im Sommer 1779 „die einzige reine Abschrift“ als Leihgabe in die Hände und behielten sie eine lange Zeit. In der Veröffentlichung des vierten und fünften Dialogs, der im Spätherbst 1780 erschien, wurde H[einrich] L[udwig] Brönner in Frankfurt am Main als „Kommissionär“ genannt. Die Brönnersche Buchdruckerei hatte nach dessen Tod 1769 sein Sohn Johann Karl Brönner übernommen. Schneider vermutet deshalb, dass er der Herausgeben des vierten und fünften Dialogs war. Dass er selbst Freimaurer der Strikten Observanz war, könnte eine Erklärung für die drei Sterne im Text anstatt des Wortes „Tempelherr“ liefern. Albert Meier vermutet dagegen, dass die beiden letzten Teile durch Adolph Friedrich Ludwig Freiherr von Knigge zum Druck gegeben wurden, der auch der Strikten Observanz angehörte.

## Gliederung
Die Widmung der Gespräche von Ernst und Falk, die dem Logenmitglied „Sr. Durchlaucht dem Herzoge Ferdinand Durchlauchtigster Herzog“ gilt, enthält mit der kryptischen Formulierung: „Auch ich war an der Quelle der Wahrheit und schöpfe. Wie tief ich geschöpft habe, kann nur der beurteilen, von dem ich die Erlaubnis erwarte, noch tiefer zu schöpfen. Das Volk lechzet schon lange und vergehet vor Durst“ bereits einen Hinweis auf die gesellschaftspolitische Relevanz freimaurerischen Handelns. Die wahrscheinlich von Lessing selbst verfasste „Vorrede eines Dritten“ begründet die Thematisierung der Freimaurerei damit, dass bisher eine systematische Auseinandersetzung mit Grundlagen und Zielen des Logenwesens gefehlt habe.

### Erstes Gespräch
Die ersten drei Gespräche finden anlässlich des Besuches von Ernst bei seinem Freund Falk in Bad Pyrmont statt, wo dieser sich zu einer Wasserkur aufhält. Bei dieser Begegnung möchte der jüngere Ernst von dem Logenmitglied Falk etwas zum Thema der Freimaurerei erfahren. Falk antwortet nur indirekt auf die Fragen von Ernst, weil er persönlich nicht von der Logenarbeit der Freimaurer, sondern nur von den eigentlichen Grundsätzen der Idee der Freimaurer überzeugt sei. Nicht die Logenmitgliedschaft, sondern die geistige Haltung eines Menschen gebe Auskunft darüber, ob man Freimaurer sei. Darum wüssten viele Freimaurer trotz ihrer Logenzugehörigkeit nicht, was die „Wesenheit“ der Freimaurerei eigentlich bedeute.

„FALK. Ich glaube ein Freimäurer zu sein; nicht so wohl, weil ich von älteren Maurern in einer gesetzlichen Loge aufgenommen worden: sondern weil ich einsehe und erkenne, was und warum die Freimäurerei ist, wenn und wo sie gewesen, wie und wodurch sie befördert oder gehindert wird.“

Der Mensch in seinem Wesen solle in sich und durch seine Vernunft zum Freimaurer werden und nicht, weil es in der Gebrauchsanweisung zum Beitritt in eine Freimaurerloge stehe. Der scheinbare Widerspruch zwischen Vernunftidee und Geheimbund bestehe darin, dass die entscheidenden Begriffe, um die Idee der Freimaurerei zu beschreiben, noch nicht gefunden seien. Ernst fragt, wie denn die Logen selbst ihren Einfluss ausweiten könnten, wenn sie nicht in der Lage seien, ihre Idee in Worte zu fassen.

„FALK. Durch Taten. - Sie lassen gute Männer und Jünglinge, die sie ihres nähern Umgangs würdigen, ihre Taten vermuten, erraten, - sehen, so weit sie zu sehen sind; diese finden Geschmack daran, und tun ähnliche Taten. […] Nur so viel kann und darf ich dir sagen: die wahren Taten der Freimäurer sind so groß, so weit aussehend, daß ganze Jahrhunderte vergehen können, ehe man sagen kann: das haben sie getan! Gleichwohl haben sie alles Gute getan, was noch in der Welt ist, - merke wohl: in der Welt! - Und fahren fort, an alle dem Guten zu arbeiten, was noch in der Welt werden wird, - merke wohl, in der Welt.“

Aber nicht die Anerkennung der guten Taten durch die Gesellschaft seien das Ziel der Freimaureridee, sondern „was man gemeiniglich gute Taten zu nennen pflegt, entbehrlich zu machen“. Das Handeln eines Einzelnen in der Gesellschaft solle nicht die Ausnahme in Form einer „guten“ Tat sein, sondern eine Regel in Gestalt einer „wahren“ Tat werden, und somit einen Beitrag zur Verbesserung der Gesellschaft leisten.

### Zweites Gespräch
Thema des zweiten Gesprächs ist die Wechselbeziehung zwischen Mensch und Gesellschaft. Die Gesprächspartner kommen im Rousseau’schen Sinne überein, dass der Staat für den Menschen da sein müsse und nicht umgekehrt: FALK. […] Die Staaten vereinigen die Menschen, damit durch diese und in dieser Vereinigung jeder einzelne Mensch seinen Teil von Glückseligkeit desto besser und sichrer genießen könne. - Das Totale der einzeln Glückseligkeiten aller Glieder, ist die Glückseligkeit des Staats. Außer dieser gibt es gar keine. Jede andere Glückseligkeit des Staats, bei welcher auch noch so wenig einzelne Glieder leiden, und leiden müssen, ist Bemäntelung der Tyrannei.
Jedoch birgt der Gedanke vom idealen Staat die Gefahr, dass er das Gegenteil von dem bewirkt, was er eigentlich sollte: FALK. Nun so ist es denn auch wahr, daß das Mittel, welches die Menschen vereiniget, um sie durch diese Vereinigung ihres Glückes zu versichern, die Menschen zugleich trennet. Daher sei keine Staatsverfassung der Welt in der Lage, die Spaltung der Gesellschaft in verschiedene Nationen, Stände und Religionen zu verhindern: FALK. […] Sie kann die Menschen nicht vereinigen, ohne sie zu trennen; nicht trennen, ohne Klüfte zwischen ihnen zu befestigen, ohne Scheidemauern durch sie hin zu ziehen.
An dieser Stelle werde die Idee der Freimaurer wirksam, denn ihre Aufgabe und Natur sei es, die „Trennungen, wodurch die Menschen einander so fremd werden, so eng als möglich wieder zusammenzuziehen“. Das Endziel der Freimaureridee und deren „wahren Taten“ sei es, ein sozial-politisches Gleichgewicht innerhalb der Gesellschaften zu schaffen, worin ihr „Geheimnis“ liege. Konkret äußert Falk seine Hoffnung, dass es mehr Menschen geben möge, die in anderen Menschen „bloße Menschen“ und nicht in erster Linie „solche Menschen“ (d. h. Menschen mit anderer ethnischer Herkunft bzw. Staatsangehörigkeit, Religions- oder Standeszugehörigkeit) sehen. Diese Hoffnung mündet in drei Wunschbekundungen Falks, die jeweils, quasi liturgisch, von Ernst mit den stereotypen Worten: „Recht sehr zu wünschen!“ bestätigt werden:
- […] Recht sehr zu wünschen, dass es in jedem Staate Männer geben möchte, die über die Vorurteile der Völkerschaft hinweg wären und genau wüssten, wo Patriotismus Tugend zu sein aufhört. […]
- Recht sehr zu wünschen, dass es in jedem Staate Männer geben möchte, die dem Vorurteile ihrer angebornen Religion nicht unterlägen; nicht glaubten, dass alles notwendig gut und wahr sein müsse, was sie für gut und wahr erkennen. […]
- Recht sehr zu wünschen, dass es in jedem Staate Männer geben möchte, welche bürgerliche Hoheit nicht blendet und bürgerliche Geringfügigkeit nicht ekelt; in deren Gesellschaft der Hohe sich gern herablässt und der Geringe sich dreist erhebt.

Diese Menschen seien, so Falk, was ihre Grundsätze anbelange, die Freimaurer, unabhängig davon, wie sich Freimaurer in der Praxis verhielten. Ulrich Kronauer interpretiert Lessings Rousseau-Rezeption mit den Worten: „Nicht die Ungleichheit ist der bürgerlichen Gesellschaft vorgeordnet, sondern die wahren Freimaurer versuchen die Anziehungskraft der vorgeordneten ‚gleichen Natur‘ im gesellschaftlichen Zustand der Ungleichheit zu erhalten.“

### Drittes Gespräch
Konsequenterweise werde die Umsetzung der Absichten der Freimaurer am besten gewährleistet, indem kritische Geister Mitglieder der Loge würden: „Der Funke hatte gezündet: Ernst ging, und ward Freimäurer.“

### Viertes Gespräch
Das vierte Gespräch thematisiert anlässlich des Beitritts von Ernst zu den Freimaurern die Kritik an aktuellen Institution der Logen. ERNST. […] Der Eine will Gold machen, der Andere will Geister beschwören, der Dritte will die [Tempelherren] wieder herstellen… […] Aber was mich nagt, ist das: daß ich überall nichts sehe, überall nichts höre, als diese Kindereien, daß von dem, dessen Erwartung Du in mir erregtest, keiner etwas wissen will. Ich mag diesen Ton angeben, so oft ich will, gegen wen ich will; niemand will einstimmen, immer und aller Orten das tiefste Stillschweigen. Logenarbeit sei bloß ein Deckmantel, unter dem wohlhabende, mächtige Männer noch wohlhabender und mächtiger zu werden versuchten. Da diese Männer größtenteils auch die Gesetze des Staats beschlössen, sei es absehbar, dass die nämlichen Gesetze nach ihren Bedürfnissen ausgerichtet würden und somit keinen Einfluss mehr auf sie hätten. Dies führe aber dazu, konstatiert Falk, dass eine Zurückentwicklung der Wesenheit der Freimaureridee stattfinde. Auch Ideen seien vergänglich, so könne es sein, dass jetzt, d. h. am Ende des 18. Jahrhunderts, das Ende der Zeit der Freimaurerei gekommen ist. Falk greift Ernsts Institutionskritik auf und erklärt, dass „[…] Loge sich zur Freimäurerei verhält, wie Kirche zum Glauben.“
Laut Hans-Hermann Höhmann setzt hier der freimaurerkritische Schriftsteller Lessing ein, der eine anregende, aber auch unbequeme Lektüre zur Frage biete, wie weit die jeweils konkret-historische Freimaurerei von der „Wesenheit“ Freimaurerei abfallen und Freimaurerei sich sozusagen von sich selbst entfernen könne. Falk (Lessing) kritisiere aber nicht nur das zu seiner Zeit verwirklichte „konkrete Schema der Freimaurerei“, er stelle auch den Ansatz einer institutionalisierten Freimaurerei überhaupt in Frage, beruhe Freimaurerei doch „im Grunde nicht auf äußerliche Verbindungen, die so leicht in bürgerliche Anordnungen ausarten“, sondern auf dem „gemeinschaftlichen Gefühl sympathisierender Geister“. Freimaurerei sei also für Falk ein Freundschaftsbund. Im Übrigen sei es, so Falk, nicht möglich, über Logenarbeit an das „Geheimnis“ der Freimaurer zu gelangen, denn „[d]as Geheimnis der Freimaurerei […] ist das, was der Freimaurer nicht über seine Lippen bringen kann, wenn es auch möglich wäre, daß er es wollte.“

### Fünftes Gespräch
Anhand der Etymologie des Wortes „Freimaurerei“, die Lessing über die Tafelrunde König Artus’ auf „deutsche[e] Völker“ zurückführt, lässt Lessing deren Idee noch einmal von Falk illustrieren. Den Baumeister der St. Pauls Kathedrale in London, Christoph Wren, lässt Lessing durch Falk die Idee zu einer Freimaurer-Loge zuschreiben:

„Er hatte ehedem den Plan zu einer Sozietät der Wissenschaften entwerfen helfen, welche spekulativische Wahrheiten gemeinnütziger und dem bürgerlichen Leben ersprießlicher machen sollten. Auf einmal fiel ihm das Gegenbild einer Gesellschaft bei, welche sich von der Praxis des bürgerlichen Lebens erhöbe. '‚Dort', dachte er‚ würde untersucht, was unter dem Wahren brauchbar; und hier, was unter dem Brauchbaren wahr wäre. Wie, wenn ich einige Grundsätze der Masonei exoterisch machte? Wie, wenn ich das, was sich nicht exoterisch machen lässt, unter die Hieroglyphen und Symbole desselben Handwerks verstecke […]?“

## Stellung von „Ernst und Falk“ im Gesamtwerk Lessings
Laut Wilfried Barner stehen Ernst und Falk, Nathan der Weise und Die Erziehung des Menschengeschlechts „nicht nur in genetischem Zusammenhang (§§ 1-53 der „Erziehung“ erschienen 1777 anonym zusammen mit Reimarus-Fragmenten, das Ganze erst 1780), sondern sind einander auch als Sinnmodelle komplementär.“
In Lessings 1779 veröffentlichten Drama Nathan der Weise legt der Jude Nathan, Lessings Sprachrohr im Drama, dem jungen Tempelherrn seine Idealvorstellung vom Zusammenleben der Menschen dar:

„…Wir müssen, müssen Freunde sein! – Verachtet / Mein Volk so sehr Ihr wollt. Wir haben beide / Uns unser Volk nicht auserlesen. Sind / Wir unser Volk? Was heißt denn Volk? / Sind Christ und Jude eher Christ und Jude, / Als Mensch? Ah! wenn ich einen mehr in Euch / Gefunden hätte, dem es gnügt, ein Mensch / Zu heißen!“

An dieser Stelle wiederholt Lessing sein Plädoyer im Zweiten Gespräch in „Ernst und Falk“ dafür, dass man in anderen Menschen vor allem „bloße Menschen“ sehen und mit ihnen Freundschaft schließen solle. Der Passus nimmt die „allgemeinen Umarmungen“ am Schluss des Dramas vorweg.

## Rezeption und Kritik
Lessings „Gespräche für Freimaurer“ wurden und werden von einigen Freimaurern und Freimaurerlogen als Leitfaden für ihr Handeln positiv aufgenommen. Ein Beispiel hierfür stellt die Münchner Freimaurerloge „Lessing zum flammenden Stern“ dar, die die Wünsche, welche die beiden Dialogpartner im zweiten Gespräch in Ernst und Falk über die ideale Gesellschaft äußern, als Wahlspruch ihrer Arbeit voranstellt. Allgemein stellt Hans-Hermann Höhmann fest: „Immer wieder wurde versucht, Lessing im Allgemeinen und Ernst und Falk im Besonderen für jeweils konkrete freimaurerische Begründungsbedürfnisse zu nutzen. Aus der Schrift in Vorträgen, Tempelzeichnungen und Artikeln zu zitieren, war seit jeher weit verbreitet.“
Gegen Lessing wurde der Vorwurf erhoben, er sei indiskret gewesen. Er habe auf unverantwortliche Weise „aus dem Nähkästchen geplaudert“, dadurch der Öffentlichkeit „Geheimnisse“ der Freimaurer verraten und insofern dem Bund geschadet. So meinte ein „B.H.“ im Jahr 1841: „Sogar Lessing hätte seinen Ernst und Falk, Nicolai seine Geschichte der Freimaurerei besser unveröffentlicht gelassen; denn beide suchten, jeder ein anderes System geschichtlich zu begründen, und beide erreichten nur, daß verständige Leute merkten, über diesen Punkt seyen auch die Männer nicht im Reinen, welchen man die tiefsten Kenntnisse und den thätigsten Forschungsgeist mit Recht zutraute. Es mußte auffallen, daß man die beschmutzte Wäsche vor Jedes Augen wusch, die zerrissene vor Jedes Augen aufhieng.“
Einige Interpreten deuten sogar an, Lessings früher Tod könne absichtlich von Freimaurern durch ein schleichend wirkendes Gift verursacht worden sein, die ihm nicht verziehen hätten, dass er ihre umstürzlerischen Pläne (ihr eigentliches Geheimnis) verraten habe. Derartige Verschwörungstheorien weist allerdings der Lessing-Biograph Hugh Barr Nisbet entschieden zurück: Mittlerweile bestehe ein Konsens, dass Lessings Gespräche für eine revolutionäre Interpretation nicht geeignet seien. Schließlich seien die beiden Gesprächspartner sich einig, dass der Staat und die bürgerliche Gesellschaft trotz ihrer Übelstände und Ungleichheiten dem Naturzustand weit vorzuziehen seien und dass kein Versuch unternommen werden solle, solche Übelstände völlig zu beseitigen, „denn man würde den Staat selbst mit ihnen zugleich vernichten“ (was Lessing offenbar nicht wolle).

## Ausgaben (neuere Auswahl)
- Ernst und Falk. Gespräche für Freimaurer. Mit einer Einführung und Erläuterungen von Wolfgang Kelsch. Studienverlag, Innsbruck 2010, ISBN 978-3-7065-4818-2
- Ernst & Falk. Gespräche für Freimaurer 1–5. Modernisierte Sprachfassung von Evert Kornmayer mit zwei weiteren, bisher verschollenen Gesprächen für Freimaurer. Kornmayer, [Rödermark] 2011, ISBN 978-3-942051-20-0
- Ernst und Falk ist Gegenstand einer exemplarische[n] Digitaledition zur Vorbereitung für eine digitale Gesamtausgabe von Lessings Schriften[32]